# Madeng Zhen
Madeng Zhen (kinesiska: 马登, 马登镇) är en köping i Kina. Den ligger i provinsen Yunnan, i den sydvästra delen av landet, omkring 320 kilometer nordväst om provinshuvudstaden Kunming. Antalet invånare är 19 839. Befolkningen består av 9 805 kvinnor och 10 034 män. Barn under 15 år utgör 22,0 %, vuxna 15-64 år 68 %, och äldre över 65 år 8,0 %.
Genomsnittlig årsnederbörd är 992 millimeter. Den regnigaste månaden är juli, med i genomsnitt 302 mm nederbörd, och den torraste är november, med 7 mm nederbörd.